# Fixisme (biologie)
Fixisme is een niet-religieus en, in main stream wetenschappelijk denken achterhaald, denkmodel dat veronderstelt dat de aarde, inclusief alle planten, dieren en de mens, ooit in de huidige vorm en diversiteit zijn ontstaan en daarna als biologische soort nooit meer zijn veranderd.
Het fixisme, en de religieuze versie ervan, het creationisme, waren tot ver in de 19e eeuw algemeen gangbaar. De Franse bioloog Jean-Baptiste de Lamarck, en in zijn voetspoor Charles Darwin, heeft een belangrijke aanzet gegeven tot theorieën waarbij organismen wel veranderlijk zijn. Deze denkmodellen worden ook wel transformisme genoemd.